# Iwan Mandow
Iwan Mandow (bułg. Иван Мандов; ur. 18 lutego 1951 w Sopocie w Bułgarii) – bułgarski strzelec, olimpijczyk, mistrz świata i medalista mistrzostw Europy.

## Kariera sportowa
Dwukrotny uczestnik igrzysk olimpijskich (IO 1972, IO 1980). Wystartował w 3 konkurencjach, a najwyższe miejsce osiągnął podczas swojego drugiego startu – był 12. w pistolecie szybkostrzelnym z 25 m.
Mandow raz stanął na podium mistrzostw świata. W 1981 roku został drużynowym mistrzem świata w pistolecie pneumatycznym z 10 m (skład drużyny: Lubczo Djakow, Lubczo Dimitrow, Jean Michow, Iwan Mandow). Przynajmniej 3 razy stał na podium mistrzostw Europy. Jedyny medal indywidualnie wywalczył podczas turnieju w 1981 roku, gdy został wicemistrzem Europy w pistolecie pneumatycznym z 10 m (przegrał wyłącznie z Vladasem Turlą z ZSRR). Wraz z drużyną zdobył brązowy medal, zaś 2 lata później zajął z drużyną 3. miejsce w pistolecie dowolnym z 50 m.

## Wyniki

### Igrzyska olimpijskie
| Igrzyska       | Konkurencja                   | Wynik                        | Miejsce | Źródło |
| -------------- | ----------------------------- | ---------------------------- | ------- | ------ |
| Monachium 1972 | Pistolet dowolny, 50 m        | 544 pkt. (89–90–96–92–85–92) | 29      | [ 4 ]  |
| Monachium 1972 | Pistolet szybkostrzelny, 25 m | 576 pkt. (198–199–179)       | 42      | [ 5 ]  |
| Moskwa 1980    | Pistolet szybkostrzelny, 25 m | 592 pkt. (297–295)           | 12      | [ 1 ]  |

### Medale mistrzostw świata
Opracowano na podstawie materiałów źródłowych:
| Mistrzostwa        | Konkurencja                            | Wynik             | Miejsce |
| ------------------ | -------------------------------------- | ----------------- | ------- |
| Santo Domingo 1981 | Pistolet pneumatyczny, 10 m, drużynowo | 2282 pkt. (druż.) |         |

### Medale mistrzostw Europy
Opracowano na podstawie materiałów źródłowych:
| Mistrzostwa    | Konkurencja                            | Wynik    | Miejsce |
| -------------- | -------------------------------------- | -------- | ------- |
| Ateny 1981     | Pistolet pneumatyczny, 10 m            | 582 pkt. |         |
| Ateny 1981     | Pistolet pneumatyczny, 10 m, drużynowo | ?        |         |
| Bukareszt 1983 | Pistolet dowolny, 50 m, drużynowo      | ?        |         |